# ウォーレン・ヴァシェ
ウォーレン・ヴァシェ（Warren Vaché、1951年2月21日 - ）は、アメリカのジャズ・トランペット奏者、コルネット奏者、フリューゲルホルン奏者。アメリカ合衆国ニュージャージー州ラーウェイ生まれ。父親はベーシストで、音楽一家の出身である。1976年にファースト・アルバムをリリース。スコット・ハミルトンと頻繁に仕事をしており、スウィングの聴衆の間で一定の人気がある。
ウォーレン・ヴァシェの父親は、ジャズ・ダブルベース奏者であったウォーレン・ヴァシェ・シニア。弟のアラン・ヴァシェもミュージシャンになっている。

## ディスコグラフィ

### リーダー・アルバム
- First Time Out (1976年、Monmouth Evergreen)
- Blues Walk (1978年、Dreamstreet)
- 『ニューヨーク・バンド』 - Scott Hamilton and Warren Vache (with Scott's Band in New York) (1978年、Concord Jazz) ※with スコット・ハミルトン
- 『ジリアン』 - Jillian (1979年、Concord Jazz)
- Polished Brass (1979年、Concord Jazz)
- 『摩天楼』 - Skyscrapers (1980年、Concord Jazz) ※with スコット・ハミルトン
- Iridescence (1981年、Concord Jazz)
- Midtown Jazz (1982年、Concord Jazz)
- 『イージー・ゴーイング』 - Easy Going (1986年、Concord Jazz)
- 『ウォーム・イヴニングス』 - Warm Evenings (1989年、Concord) ※with ボウズ・アーツ・ストリング・カルテット
- Horn of Plenty (1994年、Muse)
- Talk To Me Baby (1996年、Muse)
- Jazz Im Amerika Haus Volume 2 (1996年、Nagel-Heyer)
- 『ライヴ・アット・ヴァインヤード』 - Live At The Vineyard (1996年、Challenge)
- Warren Plays Warren (1996年、Nagel-Heyer) ※with ケニー・ドリュー・ジュニア、ジミー・コブ、ランディ・サンク
- An Affair to Remember (1997年、Zephyr) ※with ブライアン・レモン
- Shine (1997年、Zephyr) ※with トニー・コー、アラン・バーンズ、ブライアン・レモン
- What Is There to Say? (1999年、Nagel-Heyer) ※with ジョー・ピューマ、マレイ・ウォール、エディ・ロック
- Mrs. Vaché's Boys (1999年、Nagel-Heyer) ※with アラン・ヴァシェ
- 2gether (2000年、Nagel-Heyer) ※with ビル・チャーラップ
- The Best Thing for You (2001年、Nagel-Heyer)
- My Shining Hour (2003年、Nagel-Heyer)
- Dream Dancing (2004年、Arbors)
- Don't Look Back (2006年、Arbors) ※with スコティッシュ・アンサンブル
- Ballads and Other Cautionary Tales (2010年、Arbors)
- The London Sessions (2011年、Woodville) ※with アラン・バーンズ
- Impromptu (2012年、Kilamanjaro Disques) ※with ジョン・ディ・マルティーノ
- The Cobbler's Waltz (2014年、Woodville) ※with アラン・バーンズ
- Remembers Benny Carter (2015年、Arbors)
- Songs Our Fathers Taught Us (2019年、Arbors)

ウォーレン・ヴァシェ＝ジョン・オールレッド・クインテット
- Jubilation (2008年)
- Top Shelf (2009年)

### 参加アルバム
ハワード・アルデン
- The Howard Alden Trio Plus Special Guests Ken Peplowski & Warren Vache (1989年、Concord)
- I Remember Django (2010年、Arbors)

ベニー・カーター
- Benny Carter Songbook (1996年、MusicMasters)
- Benny Carter Songbook Volume II (1997年、MusicMasters)

ベニー・グッドマン
- 『ライヴ・アット・カーネギーホール - 40周年記念コンサート』 - Live at Carnegie Hall 40th Anniversary Concert (1978年、London)

ヒューストン・パーソン
- So Nice (2011年、HighNote)
- Rain or Shine (2017年、HighNote)

バッキー・ピザレリ
- Five for Freddie (2007年、Arbors)

アンドレ・プレヴィン
- 『プレヴィン・ジャズ〜ホワット・ヘッドフォーンズ?』 - What Headphones? (1993年、Angel)

ジョージ・シアリング
- George Shearing in Dixieland (1989年、Concord)

ジョージ・ウェイン
- Wein, Women and Song and More, George Wein Plays and Sings (2002年、Arbors)